# Lügenkönige
Als Lügenkönige bezeichnete der persische Großkönig Dareios I. jene neun Persönlichkeiten, gegen die er innerhalb eines Jahres (522–521 v. Chr.) seine Herrschaft über das Achämenidenreich erkämpft und behauptet hatte. Den Kampf gegen sie hatte Dareios I. in der berühmten von ihm in Auftrag gegebenen Behistun-Inschrift propagandistisch in Szene gesetzt.

## Hintergrund
Im Jahr 522 v. Chr. hatte Dareios I. seinen Verwandten Bardiya vom Thron der persischen Großkönige gestürzt, um diesen dann selbst zu besteigen. In der Behistun-Inschrift rechtfertigte er diesen gewaltsamen Umsturz damit, dass sich hinter der Identität des angeblichen Bardiya tatsächlich die des Magiers Gaumata verborgen habe, der in einem Fall von Identitätsdiebstahl sich als echter Bardiya – welcher tatsächlich schon Monate vor dem Tod seines Vorgängers Kambyses II. gestorben sei – ausgegeben und den Thron der Perser okkupiert habe. Dareios und sechs mit ihm verschworene Perser hätten aber seine wahre Identität aufgedeckt und ihn in einer Palastrevolte getötet. Daraufhin war Dareios als nächster Abkömmling der Achämenidendynastie zum neuen Großkönig proklamiert wurden.
Gaumata war laut Dareios der erste „Lügenkönig“, den er beseitigt habe. Der Umsturz hatte jedoch Aufstände in weiten Teilen des Perserreichs zur Folge, in denen sich die in den Jahren zuvor von den Persern unterworfenen Völker von deren Herrschaft befreien wollten. An die Spitze dieser Aufstände hatten sich acht Männer gestellt, die sich selbst zu Königen proklamiert hatten, indem sie sich als Abkömmlinge der alten von den Persern zuvor beseitigten Herrscherhäuser ihrer Völker ausgaben. Einer von ihnen behauptete sogar ebenfalls, der echte Bardiya zu sein. Laut Dareios aber basierten diese Behauptungen auf Lügen, wie nach seiner Ansicht überhaupt diese Rebellionen nur durch das Prinzip der Lüge (altpersisch: drauga-, Lug und Trug, Falschheit, Verrat) aufrechtzuerhalten waren, mittels der die Rebellenführer das Volk gegen die legitime Herrschaft aufwiegeln konnten. In neunzehn Schlachten hatten Dareios und seine Heerführer bis in den Dezember 521 v. Chr. die Aufstände niedergeschlagen und die „Lügenkönige“ getötet, wonach er der unumstrittene Herrscher des Perserreichs war. Aber gesetzt den Fall, dass Dareios I. 522 v. Chr. tatsächlich den echten Bardiya gestürzt hatte, dürften diese Aufstände eine Reaktion auf seine widerrechtliche Thronusurpation gewesen sein.

## Kampf gegen die neun Lügenkönige

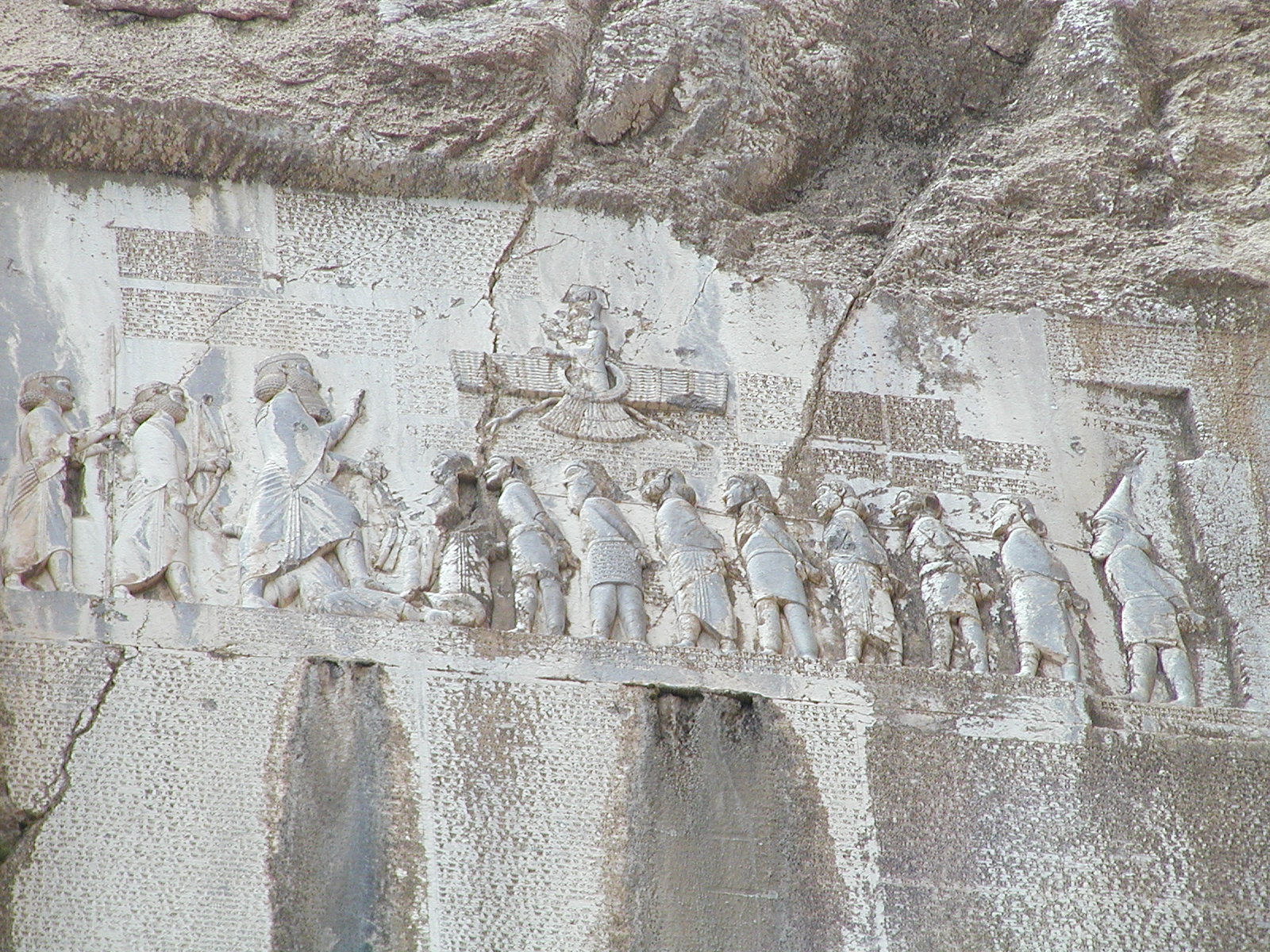
Die Behistun-Inschrift samt Relief. Dareios I. ist hier als dritte Figur von links zu sehen, wie er seinen Fuß auf die Leiche des Gaumata setzt. Vor ihm aufgereiht stehen die acht weiteren „Lügenkönige“, die er besiegte und nun über sie richtet.
Von links nach rechts sind es:
1. Âššina
2. Nidintu-Bel „Nebukadnezar III.“
3. Phraortes „Khšathrita“
4. Martiya „Ummaniš“
5. Tritantaichmes
6. Vahyazdata „Bardiya“
7. Aracha „Nebukadnezar IV.“
8. Frâda

Die „Lügenkönige“ sind am Fels von Behistun in einer Reliefdarstellung verewigt (siehe Bild). Während Dareios I. hier seinen linken Fuß auf den Leichnam des Gaumata gesetzt hat, stehen die acht Rebellen gefesselt vor ihm, um gerichtet zu werden. Den Kampf beschreibt der Perserkönig in der darunter angebrachten Inschrift.
Âššina
Âššina war der erste Rebellenführer, der sich nur kurz nach dem Umsturz an die Spitze einer Erhebung der Elamiten stellte und sich selbst zum König von Elam proklamierte. Aber schon im Dezember 522 v. Chr. wurde er von einem persischen Heer geschlagen und gefangen genommen. Er wurde von Dareios persönlich erschlagen.
Nidintu-Bel „Nebukadnezar III.“
Etwa gleichzeitig hatte sich in Babylon Nidintu-Bel als angeblichen Sohn des Nabonid ausgegeben und sich unter dem Namen „Nebukadnezar III.“ zum König erhoben. Am Ufer des Tigris wurde er am 26. Tag des Monats Āššiyādiya (13. Dezember 522 v. Chr.) erstmals von Dareios I. geschlagen. Am 2. Tag des Monats Anāmaka (18. Dezember 522 v. Chr.) erfolgte bei Zazannu bei Sippar die zweite entscheidende Niederlage. Nidintu-Bel floh nach Babylon, wo er aber von Dareios I. gefangen genommen und hingerichtet wurde.
Martiya „Ummaniš“
Die Abwesenheit des Königs in Babylon hatten Rebellen in mehreren iranischen Provinzen zu Erhebung genutzt. So auch erneut in Elam, wo sich Martiya unter dem Namen „Ummaniš“ zum König proklamierte. Dareios I. zog im Frühjahr 521 v. Chr. von Babylon aus gegen ihn und tötete ihn nach kurzem Kampf.
Phraortes „Khšathrita“
Daraufhin wandte er sich nach Medien, wo sich Phraortes als Nachkomme des Kyaxares II. ausgegeben und sich als „Khšathrita“ zum König proklamiert hatte. Er war bereits am 27. Tag des Monats Anāmaka (12. Januar 521 v. Chr.) von dem Feldherrn Hydarnes bei Maruš südlich von Yazd geschlagen worden, konnte aber fliehen und die Rebellion weiterführen. Am 25. Tag des Monats Adukanaiša (8. Mai 521 v. Chr.) konnte nun Dareios I. bei Kunduruš bei Bisotun ein zweites Mal entscheidend über Phraortes siegen, der auf der Flucht gefangen genommen und in Ekbatana gekreuzigt wurde.
Parallel dazu hatte Dareios I. zwei seiner Gefolgsleute mit der Niederschlagung eines Aufstandes in Armenien beauftragt, die bis zum Ende des Monats Thūravāhara nach mehreren Schlachten Armenien wieder unterworfen hatten.
Tritantaichmes
Die medische Revolte wurde von Tritantaichmes fortgeführt, der sich ebenfalls als Nachkomme des Kyaxares II. ausgab und sich zum König in Sagartien ausrief. Er wurde noch im Sommer 521 v. Chr. von dem Feldherrn Takhmaspada besiegt und von Dareios I. in Arbela gekreuzigt.
Kurz danach hatte Hystaspes, der Vater des Dareios, die Aufstände in Parthien und Hyrkanien bis zum 1. Tag des Monats Garmapada niedergeschlagen.
Vahyazdata „Bardiya“
Danach sandte Dareios I. einen Feldherren gegen Vahyazdata aus, der sich schon im Dezember 522 v. Chr. in der Persis zum König erhoben hatte, als Dareios noch in Babylon war. Wie schon Gaumata vor ihm behauptete auch Vahyazdata, der echte Bardiya zu sein. Noch im Dezember 522 v. Chr. versuchte er, einen Gefolgsmann in der Provinz Arachosien als Statthalter zu installieren, aber der Dareios-treue Satrap Vivana konnte ihn zurückschlagen. Am 7. Tag des Monats Viyaxana (21. Februar 521 v. Chr.) war Vivana in einer zweiten Schlacht siegreich und konnte den Gegensatrap in der Burg Aršada belagern und töten. Vahyazdata selbst wurde am 12. Tag des Monats Thūravāhara (24. Mai 521 v. Chr.) von dem Feldherrn des Dareios erstmals geschlagen. Er konnte zunächst fliehen, wurde am 5. Tag des Monats Garmapada (14. Juli 521 v. Chr.) am Berg Praga erneut geschlagen und gefangen genommen. Dareios I. ließ ihn in der Stadt Uvadaicaya pfählen.
Aracha „Nebukadnezar IV.“
Der beschwerliche Kampf in der Persis hatte in Babylon die Bevölkerung zu einer zweiten Revolte ermutigt, an deren Spitze sich der gebürtige Armenier Aracha stellte, sich als Sohn Nabonids ausgab und sich als „Nebukadnezar IV.“ zum König proklamierte. Dareios sandte gegen ihn seinen Gefolgsmann Intaphrenes voraus, der ihn am 22. Tag des Monats Markāsanaš (27. November 521 v. Chr.) schlug und gefangen nahm. In Babylon wurde er im Dezember 521 v. Chr. von dem inzwischen eingetroffenen Dareios gekreuzigt.
Frâda
Während Dareios I. in Babylon weilte, erhob sich in Margiana ein gewisser Frâda zum König. Er wurde von dem loyalen Satrapen von Baktrien, Dadaršiš, am 23. Tag des Monats Āššiyādiya (28. Dezember 521 v. Chr.) zur Schlacht gestellt, besiegt und getötet. Er war der letzte der „Lügenkönige“, der sich gegen Dareios I. erhoben hatte.

## Weitere Gegner
Neben den neun Lügenkönigen musste sich Dareios I. noch gegen zwei weitere Gegner behaupten. In Elam hatte sich im Winter 521 v. Chr. Atamaita zum König erhoben, der aber schon im Sommer 520 v. Chr. besiegt werden konnte. Er ist nicht im Relief von Behistun verewigt, genauso wenig wie er von Dareios zu den Lügenkönigen gezählt wurde. Danach führte Dareios in seinem dritten Herrscherjahr (520/519 v. Chr.) einen Feldzug gegen den Skythenkönig Skuncha, der im Behistun-Relief hinter den acht Lügenkönigen stehend nachträglich eingefügt wurde.